# Карім Гуеде
Карім Гуеде (словац. Karim Guédé, нар. 7 січня 1985, Гамбург) — німецький і словацький футболіст, півзахисник клубу «Фрайбург» та національної збірної Словаччини. Має тоголезьке походження.

## Клубна кар'єра
У дорослому футболі дебютував 2003 року виступами за команду клубу «Конкордія», в якій провів один сезон. 
Наступні два сезони своєї ігрової кар'єри відіграв за молодіжну команду «Гамбурга». З 2006 виступав за клуб «Петржалка». Більшість часу, проведених у складі клубів, був основним гравцем.
З 2010 року один сезон захищав кольори команди клубу «Слован».  Граючи у складі братиславського «Слована» також здебільшого виходив на поле в основному складі команди.
До складу клубу «Фрайбург» приєднався 2012 року за 300 тис. євро. Відтоді встиг відіграти за фрайбурзький клуб 52 матчі в національному чемпіонаті.

## Виступи за збірну
Отримавши паспорт Словаччини, 2011 року дебютував в офіційних матчах у складі національної збірної Словаччини. Наразі провів у формі головної команди країни 12 матчів.

## Досягнення
- Чемпіон Словаччини (2):

«Петржалка»: 2007/08
Слован: 2010/11
- Володар Кубка Словаччини (3):

«Петржалка»: 2007/08
«Слован»: 2009/10, 2010/11